# Muhammad Jawad at-Taqi

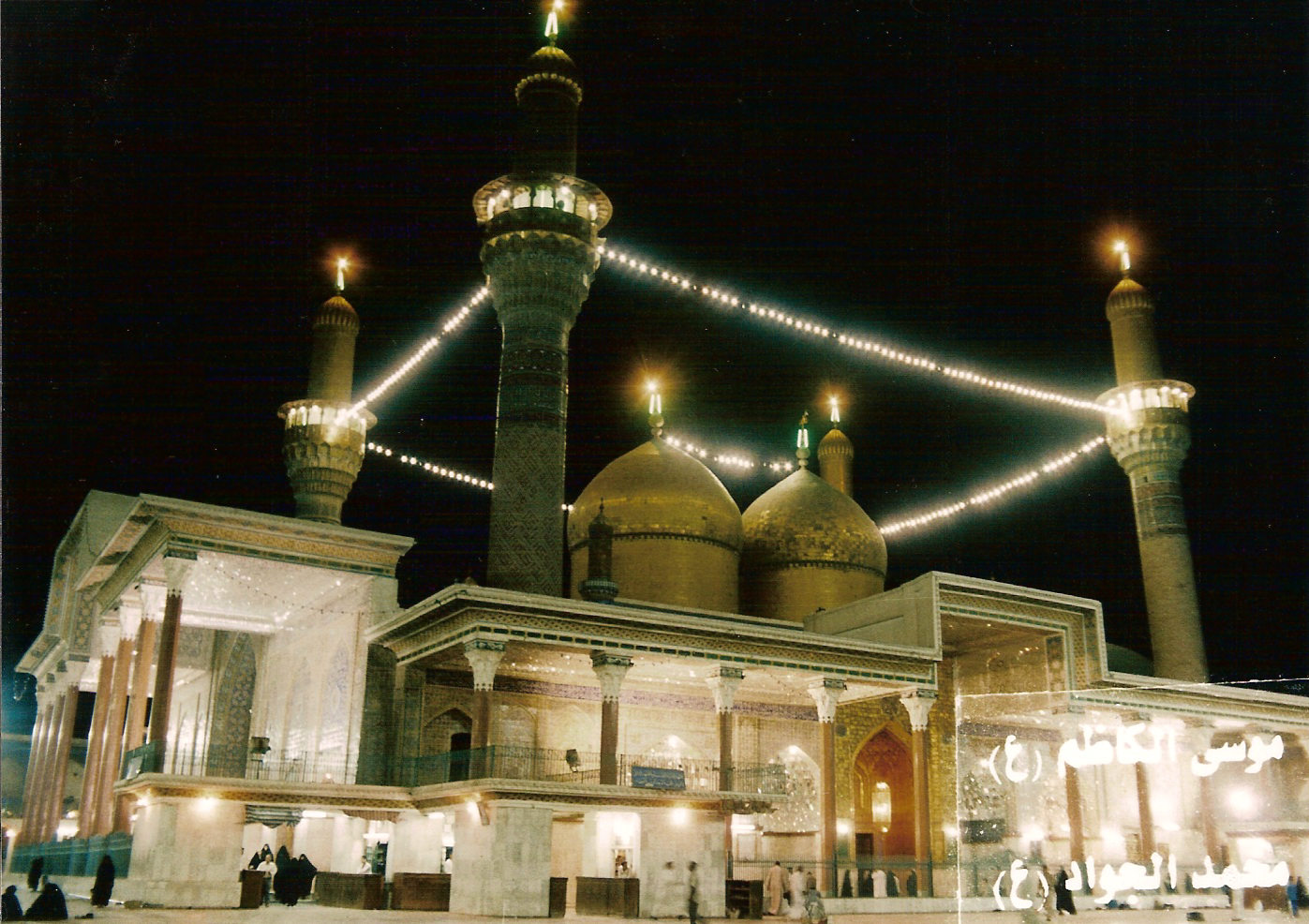
Imam Muhammad Jawad at-Taqi är begravd i Kadhimiya-moskén i al-Kadhimiya norr om Bagdad.

Muhammad ibn Ali ibn Musa (arabiska: محمد بن علي بن موسی), känd som Jawad (Den generöse) och at-Taqi (Den fromme), född 811 i Medina, död 835, är den nionde shiaimamen enligt imamiterna. Han uppehöll sig en del i Bagdad. Han gifte sig med dottern till den abbasidiske kalifen al-Ma'mun. Enligt shiitisk tradition skall hon ha förgiftat honom då han var 25 år gammal.
Jawads far lämnade världen när han var barn. Efter faderns bortgång kallade al-Ma'mun honom till Bagdad och lät honom gifta sig med kalifens dotter. Senare fick Jawad tillåtelse att återvända till Medina, där han ägnade sitt liv åt att undervisa.
Han fick tre döttrar vars gravplatser nu finns i Fatima Masumahs helgedom i Qom.

## Ledarskap

### Nätverk av representanter
För att organisera angelägenheterna för en växande shiabefolkning, som hade expanderat långt öster om Irak och Arabiska halvön, litade den unge al-Jawad starkt på sina representanter eller agenter (wukala, sing. wakil) i hela imperiet. Detta underjordiska nätverk av agenter över det abbasidiska imperiet grundades av hans farfar al-Kazim (d. 799) och underhölls av hans son al-Rida. Det finns till och med vissa bevis för att ett tidigt nätverk existerade under al-Sadiq (d. 765).

#### Roll i shiarevolter
Muhammad al-Jawad antog en stilla attityd och höll sig på avstånd från politik, liknande många av hans föregångare. Ändå kopplar Hussain upproret år 825 (210 AH) i Qom till de politiska aktiviteterna av al-Jawads agenter, även om de imamitiska källorna är tysta om eventuell militär inblandning av hans underjordiska organisation.

## Uttalanden bland lärda om honom
adh-Dhahabi har sagt att Muhammad (Jawad) kallades för al-Jawad (Den generöse), al-Qani' (Den tillfredsställde) och al-Murtadha (Den som [Gud] blivit nöjd med), och att han var en av profetens familjs ledare... han har beskrivits vara generös; därmed kallades han för al-Jawad.

## Barndom
Jawads far, Imam Reza, visste att hans son skulle överta ledarskapets position efter honom. När Jawad var fyra år gammal blev hans far kallad av den abbasidiske kalifen al-Ma'mun att bli kalifens efterträdare. Imam Reza lämnade den fyra år gamla Jawad bakom sig i Medina för att svara på kallelsen. Shiiterna frågade om ett barn vid den åldern kunde ta på sig faderns ansvar som en imam ifall någonting hände hans far. Imam Reza brukade svara med att berätta om historian om Jesus, som hade blivit en profet då han var yngre än så.

## Död
Efter kalifen al-Ma'muns död kallades Jawad återigen till Bagdad från Medina och enligt shiitiska traditioner förgiftades han av sin fru på den nya kalifen al-Mu'tasims begäran. Jawad levde det kortaste livet bland imamiternas tolv imamer då han lämnade världen vid 25 års ålder.

### Källhänvisningar
1. 1 2  Мухаммад ибн Али, Islamskij entsiklopeditjeskij slovar'.[källa från Wikidata]
2. ↑  عبدالرزاق موسوی مقرم، وفاة الامام الجواد (ع)، قم، انتشارات الشریف الرضی، چاپ اول، ۱۴۱۲ق، ص۷
3. ↑  Bæk Simonsen, Jørgen (1994). ”Muhammad Jawad at-Taqi”. Islamlexikonet. Forum. ISBN 91-37-10552-3
4. 1 2  Tabatabaei, Sayyid Mohammad Hosayn (1975). [[[:Mall:Google books]] Shi'ite Islam]. Translated by Sayyid Hossein Nasr. State University of New York Press. Sid. 183. ISBN 0-87395-390-8. Mall:Google books.
5. ↑  Ahlulbayt Organization (28 October 2014). [[[:Mall:Google books]] A Brief History of the Fourteen Infallibles]. Ansariyan Publications. Sid. 151. ISBN 978-1-312-48625-6. Mall:Google books.
6. ↑  Donaldson, Dwight M. (1933). [[[:Mall:Google books]] The Shi'ite Religion: A History of Islam in Persia and Iraḳ]. AMS Press. Sid. 190–197. Mall:Google books.
7. ↑  Medoff 2016.
8. ↑  Wardrop 1988, s. 178.
9. 1 2  Baghestani 2014.
10. ↑  Wardrop 1988, s. 180.
11. ↑  Hussain 1986, s. 79.
12. ↑  Donaldson 1933, s. 192.
13. ↑  Hussain 1986, s. 46–47.
14. ↑  Tareekh al-Islam, vol. 8 s.158 -  The Life of Imam Muhammad Al-Jawad
15. ↑  Sharif al-Qarashi 2005, p. 53.
16. ↑  Nuzhat al-Jalees, vol. 2 s. 111, al-Manaqib, vol. 4 s. 391 - The Life of Imam Muhammad Al-Jawad
17. ↑  A Brief History of The Fourteen Infallibles. Ansariyan Publications. p. 146.